# Siège de Milet
 (novembre 2018).
Si vous disposez d'ouvrages ou d'articles de référence ou si vous connaissez des sites web de qualité traitant du thème abordé ici, merci de compléter l'article en donnant les références utiles à sa vérifiabilité et en les liant à la section « Notes et références ».
Campagnes d'Alexandre le Grand
Batailles
- Pélion
- Thèbes

- Granique
- Milet
- Halicarnasse
- Issos
- Tyr
- Gaugamèles
- Portes persiques

- Aornos
- Hydaspe

Le siège de Milet opposa en juillet 334 av. J.-C. l'armée d'Alexandre le Grand aux forces combinées de la garnison de Milet et de la flotte perse.

## Prémices
Après avoir vaincu les satrapes durant la bataille du Granique, Alexandre prit possession des côtes de l'Asie Mineure afin de perturber l'action de la flotte perse et de s'assurer ainsi une meilleure voie de communication avec l'Hellade (qui ne se faisait que par l'Hellespont). Cette prise de possession se fit rapidement car les rives de la mer Égée sont surtout constituées de cités grecques ou hellénisantes.

Le port de Milet était d'une importance capitale pour la flotte perse si elle ne désirait pas perdre le contrôle de cette mer. De plus, le commandant de la garnison perse de la ville -le grec Hégésistrate- avait déjà pris contact avec Alexandre pour lui offrir de lui remettre la ville. Mais, apprenant l'arrivée imminente de l'escadre de Pharnabaze, il changea d'avis.

## Début des opérations

### Arrivées des flottes
Le commandant de la flotte hellénique (constituée de 160 trières), Nicanor, devança la flotte perse et jeta l'ancre devant l'île de Ladè, le plus important des trois ports de la ville. C'est au même moment qu'Alexandre apparut devant la ville et commença les travaux de siège. Il ordonna à son escadre de bloquer toute intrusion venant de la mer vers Milet. Trois jours plus tard, les 400 trières perses apparurent. Mais voyant la baie occupée par les vaisseaux grecs, les perses mouillèrent devant le promontoire de Mycale au nord. Malgré la proximité des deux flottes ennemies, Alexandre refusa le combat naval, considérant ses troupes comme invincibles sur terre, alors que les équipages perses sont constitués de cypriotes et de ciliciens habitués à la guerre navale.

### Prise de la ville
Après l'échec de quelques tentatives de négociations, Alexandre fit avancer échelles et béliers tout en ordonnant à sa flotte de se ruer sur le port et d'en bloquer toutes les issues. Très vite une large brèche fut percée dans les murailles dans laquelle les macédoniens se précipitèrent, faisant irruption dans la ville. Les habitants et les mercenaires de la ville, bloqués de toutes parts cherchèrent leur salut dans la fuite. La plupart tentèrent de forcer le blocus maritime et prirent pied sur un petit îlot très abrupt. Les uns y nageant sur leurs boucliers, les autres dans des canots.

Une fois maître de la cité, Alexandre conduisit ses troupes sur de petites embarcations à la poursuite des fuyards qui s'étaient regroupés sur l'îlot. Voyant que les réfugiés étaient prêts à périr de façon glorieuse, il leur fit savoir qu'il leur pardonnerait et les gracierait à condition qu'ils entrent à son service. Trois cents mercenaires rejoignirent alors ses rangs et les Milésiens eurent la vie sauve et recouvrèrent leur liberté menacée.

## Fin des opérations

### Escarmouches navales
De Mycale, les Perses assistèrent à la chute de Milet sans rien tenter de sérieux. Chaque jour, la flotte perse partait au-devant de la flotte hellénique afin de l'inciter au combat. Et chaque jour, elle rentrait au promontoire sans avoir pu provoquer l'initiative du côté macédonien. Voulant déloger la flotte perse sans faire bouger la sienne, Alexandre envoya de la cavalerie ainsi que trois taxeis d'infanterie occuper les côtes en face des forces perses empêchant ainsi tout débarquement. Coupées de leur approvisionnement en eau et vivres, les perses durent se ravitailler à Samos. Une fois revenus, les Perses tentèrent de s'emparer de quelques bateaux macédoniens toujours ancrés. Pour cela, ils envoyèrent cinq navires dans la direction du port au moment où les équipages étaient descendus à terre pour se réapprovisionner. Voyant cela, Alexandre ordonne à tous les marins présents de s'embarquer dans dix trirèmes et de poursuivre les cinq navires perses. Ceux-ci firent demi-tour et s'échappèrent sauf un qui fut capturé. La flotte perse ne tenta plus rien et se retira à Samos. Peu de temps après, Alexandre licencia quasi totalement sa flotte à l'exception des équipages athéniens.

## Conséquences
Alexandre ayant pris une grande partie du rivage occidental de l'Asie mineure, la flotte perse dut se replier sur les îles de l'Égée qui tombèrent elles-mêmes peu à peu dans la sphère d'influence hellénique. Les Perses tentèrent alors de se replier vers l'actuelle Palestine et vers l'Égypte.

## Sources
- Arrien, Anabase [lire en ligne]
- Quinte-Curce, L'Histoire d'Alexandre le Grand [lire en ligne]